# Neptuno (1814)
La Corbeta Neptuno fue un buque de la Armada Argentina partícipe de la Guerra del Independencia. Tras ser caputada a la armada realista, integró la segunda escuadra de las Provincias Unidas del Río de la Plata, la cual en la Campaña Naval de 1814 al mando del comandante Guillermo Brown derrotó a las fuerzas navales realista de Montevideo y posibilitó la captura de la plaza.

## Historia
El Neptuno era un mercante español que habiendo arribado a la Montevideo sitiada en 1812 fue incorporada a la Real Escuadra. Participó ese año del bloqueo de Buenos Aires, replegándose luego a su apostadero. Tras la decisiva derrota de la escuadra realista en el Combate de Martín García (1814) se inició el bloqueo de Montevideo por parte de la escuadra patriota al mando de Guillermo Brown.

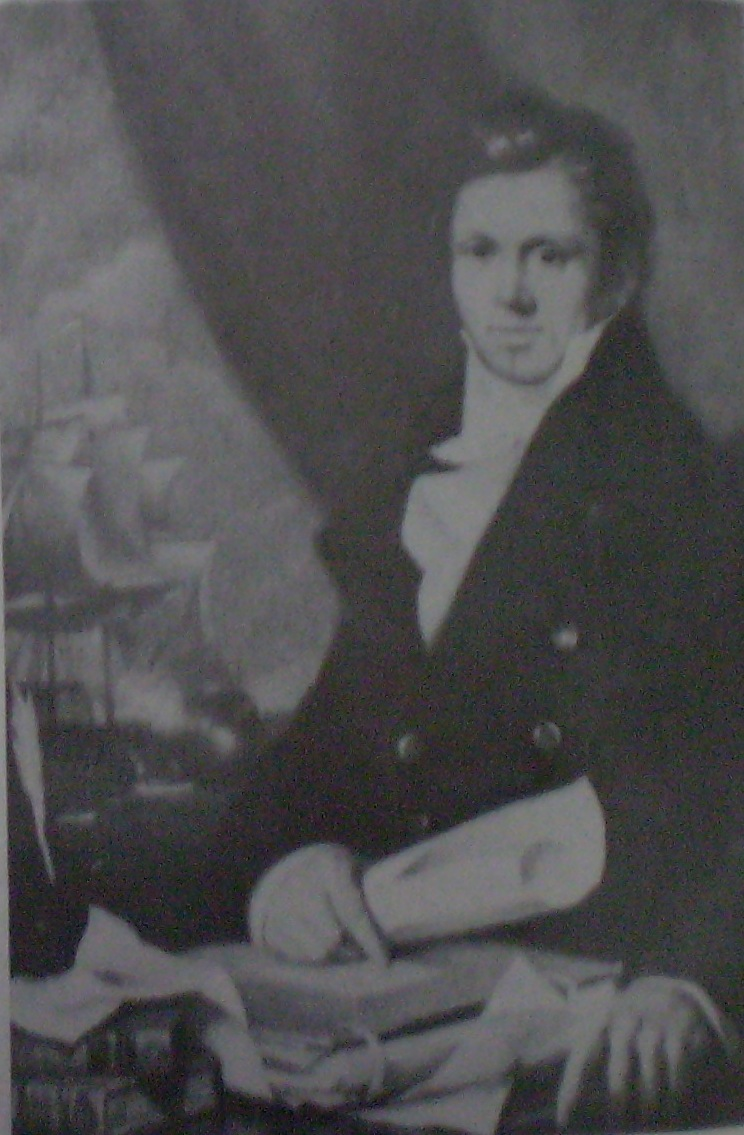
William Porter White.

Al mando del comandante Antonio Miranda participó del Combate naval del Buceo como nave insignia del segundo jefe de la escuadra, el capitán de fragata José de Posadas. En la última jornada de la batalla, el día 17 de mayo, fue capturada por la corbeta Belfast, al mando del capitán John Brown.
Al mando del capitán Santiago King y con tripulación mínima fue enviada a Buenos Aires y en balizas interiores de su puerto se completó rápidamente su tripulación mediante levas forzosas, zarpando el 25 de mayo al mando del capitán Guillermo Shapley a sumarse al sitio de Montevideo, lo que hizo efectivo el 28 de mayo con el numeral 6.
Tras la rendición de la plaza realista el 23 de junio, regresó al puerto de Buenos Aires el 27 de julio de 1814, siendo la encargada de transportar al comandante patriota Carlos María de Alvear y la novedad del triunfo.
Pese a que en carta a Larrea, Brown aconsejaba "que la Neptuno sea mantenida en servicio por tratarse de una nave espléndida y bien armada", iniciado en agosto el desguace de la escuadra, la Neptuno pasó al mando del sargento mayor Guillermo MacDougall para su desarme previo a entrar en remate con una base de 10000 pesos, de acuerdo a lo dispuesto el 11 de septiembre por el coronel Viana. La orden de remate alcanzaba también a las corbetas Agradable (12000 pesos) y Belfast (10000). El 19 de septiembre salieron a remate pero el 25 de ese mes este se suspendió y los tres buques fueron vendidos directamente por 30000 pesos a Manuel Lourenço, testaferro del comerciante William Porter White, financista y responsable junto a Juan Larrea, en representación del gobierno, del armado de la escuadra revolucionaria.

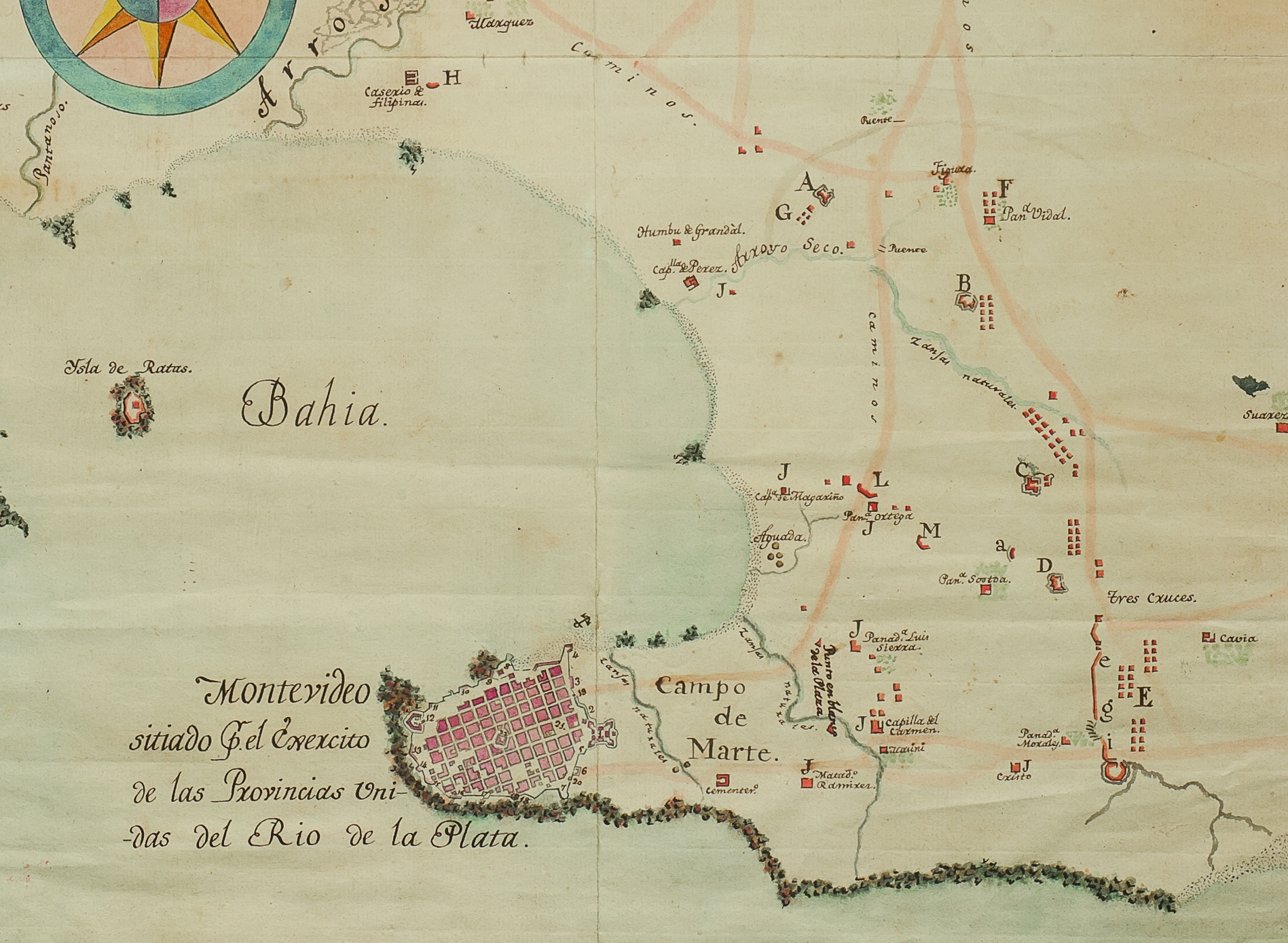
Montevideo.

Ante el escándalo y los consiguientes reclamos, se anuló la operación y la causa se agregó al sumario iniciado contra Larrea y White.
En octubre fue trasladada al Arsenal de Barracas y fue utilizada como depósito de parte del botín capturado en Montevideo. En una nueva subasta el 22 de julio de 1815 fue vendida al poderoso comerciante Diego Brittain, y tras una nueva anulación quedó en desarme del equipamiento remanente en el Riachuelo. El 23 de marzo de 1816 se la consideraba en "mal estado y revuelta". Reducida al casco se volvió a vender en el año a Brittain en sólo 6000 pesos tal "como se encuentra".
Permaneció en 1815 y hasta mayo de 1816 al mando del sargento mayor Ricardo Baxter. Tras esa fecha, y hasta hacerse efectiva la entrega a sus compradores, estuvo al mando del contramaestre Miguel Pardo.